# Olympische Winterspiele 1956/Teilnehmer (Norwegen)
| Gelbes Symbol für Goldmedaillen mit stilisierten Olympischen Ringen | Graues Symbol für Silbermedaillen mit stilisierten Olympischen Ringen | Braundes Symbol für Bronzemedaillen mit stilisierten Olympischen Ringen |
| ------------------------------------------------------------------- | --------------------------------------------------------------------- | ----------------------------------------------------------------------- |
| 2                                                                   | 1                                                                     | 1                                                                       |

Norwegen nahm an den VII. Olympischen Winterspielen 1956 in der italienischen Gemeinde Cortina d’Ampezzo mit einer Delegation von 45 Athleten in sechs Disziplinen teil, davon 37 Männer und 8 Frauen. Mit zwei Gold-, einer Silber- und einer Bronzemedaille war Norwegen die siebterfolgreichste Nation bei den Spielen.
Fahnenträger bei der Eröffnungsfeier war der Nordische Kombinierer Sverre Stenersen.

## Teilnehmer nach Sportarten

### Bob
Männer, Zweier
- Reidar Alveberg, Arnold Dyrdahl (NOR-1)
3. Rennen nicht beendet

- Arne Røgden, Odd Solli (NOR-2)
20. Platz (5:52,33 min)

Männer, Vierer
- Arne Røgden, Arnold Dyrdahl, Odd Solli, Trygve Brudevold (NOR-1)
11. Platz (5:21,50 min)

### Eisschnelllauf
Männer
- Hroar Elvenes
500 m: 17. Platz (42,8 s)
1500 m: 24. Platz (2:16,0 min)

- Alv Gjestvang
500 m: Bronze  (41,0 s)

- Finn Hodt
500 m: 13. Platz (42,5 s)

- Sigmund Søfteland
500 m: 16. Platz (42,7 s)

- Roald Aas
1500 m: 10. Platz (2:12,9 min)
5000 m: 6. Platz (8:01,6 min)

- Knut Johannesen
1500 m: 9. Platz (2:12,2 min)
5000 m: 8. Platz (8:02,3 min)
10.000 m: Silber  (16:36,9 min)

- Jan Kristiansen
1500 m: 16. Platz (2:13,7 min)

- Hjalmar Andersen
5000 m: 11. Platz (8:06,5 min)
10.000 m: 6. Platz (16:52,6 min)

- Torstein Seiersten
5000 m: 10. Platz (8:06,4 min)

- Sverre Ingolf Haugli
10.000 m: 4. Platz (16:48,7 min)

- Knut Tangen
10.000 m: 19. Platz (17:22,3 min)

### Nordische Kombination
- Arne Barhaugen
Einzel (Normalschanze / 15 km): 5. Platz (435,581)

- Tormod Knutsen
Einzel (Normalschanze / 15 km): 6. Platz (435,000)

- Kjetil Mårdalen
Einzel (Normalschanze / 15 km): 14. Platz (423,500)

- Sverre Stenersen
Einzel (Normalschanze / 15 km): Gold  (455,000)

### Ski Alpin
Männer
- Trygve Berge
Abfahrt: disqualifiziert

- Kåre Opdal
Abfahrt: disqualifiziert

- Asle Sjåstad
Abfahrt: 14. Platz (3:08,8 min)
Riesenslalom: 22. Platz (3:21,6 min)
Slalom: 18. Platz (3:40,9 min)

- Hans Magnus Andresen
Riesenslalom: 50. Platz (3:44,7 min)
Slalom: 20. Platz (3:41,8 min)

- Guttorm Berge
Riesenslalom: disqualifiziert
Slalom: disqualifiziert

- Jan Thorstensen
Riesenslalom: disqualifiziert
Slalom: disqualifiziert

Frauen
- Inger Bjørnbakken
Riesenslalom: 14. Platz (2:02,3 min)
Slalom: 6. Platz (1:58,0 min)

- Inger Jørgensen
Abfahrt: 26. Platz (1:54,3 min)
Riesenslalom: 24. Platz (2:04,4 min)
Slalom: 13. Platz (2:02,3 min)

- Borghild Niskin
Abfahrt: 9. Platz (1:49,5 min)
Riesenslalom: 7. Platz (1:59,0 min)
Slalom: 11. Platz (1:59,0 min)

- Astrid Sandvik
Abfahrt: 27. Platz (1:54,4 min)
Riesenslalom: 22. Platz (2:04,0 min)
Slalom: 6. Platz (1:58,0 min)

### Skilanglauf
Männer
- Hallgeir Brenden
15 km: Gold  (49:39 min)
30 km: 14. Platz (1:49:29 h)
4 × 10 km Staffel: 4. Platz (2:21:16 h)

- Håkon Brusveen
15 km: 5. Platz (50:36 min)
4 × 10 km Staffel: 4. Platz (2:21:16 h)

- Magnar Ingebrigtsli
15 km: 30. Platz (54:30 min)

- Martin Stokken
15 km: 6. Platz (50:45 min)
30 km: 15. Platz (1:49:38 h)
50 km: disqualifiziert
4 × 10 km Staffel: 4. Platz (2:21:16 h)

- Oddmund Jensen
30 km: 17. Platz (1:51:04 h)
50 km: 14. Platz (3:11:14 h)

- Per Olsen
30 km: 19. Platz (1:51:15 h)
4 × 10 km Staffel: 4. Platz (2:21:16 h)

- Edvin Landsem
50 km: 15. Platz (3:11:43 h)

- Birger Vestermo
50 km: disqualifiziert

Frauen
- Kjellfrid Brusveen
10 km: 10. Platz (40:38 min)
3 × 5 km Staffel: 4. Platz (1:10:50 h)

- Gina Regland-Sigstad
10 km: 22. Platz (42:42 min)
3 × 5 km Staffel: 4. Platz (1:10:50 h)

- Rakel Wahl
10 km: 11. Platz (40:49 min)
3 × 5 km Staffel: 4. Platz (1:10:50 h)

- Ingrid Wigernæs
10 km: 27. Platz (43:40 min)

### Skispringen
- Arne Hoel
Normalschanze: 11. Platz (206,5)

- Asbjørn Osnes
Normalschanze: 18. Platz (199,5)

- Sverre Stallvik
Normalschanze: 9. Platz (208,0)

- Sverre Stenersen
Normalschanze: 35. Platz (183,5)